# Beeldenpark

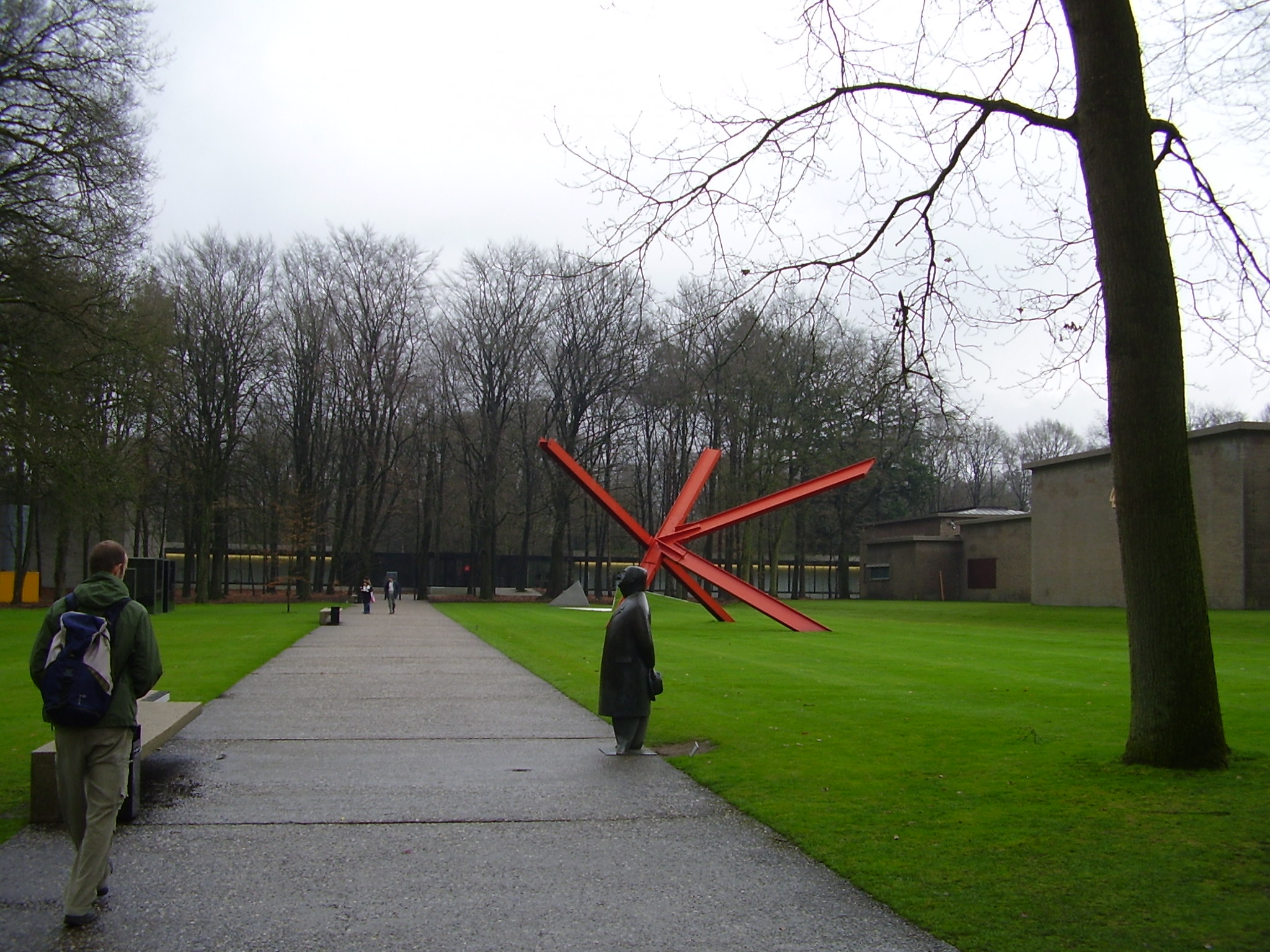
Kröller-Müller Museum, Otterlo

Musea of instellingen stellen beeldhouwwerken uit hun permanente collectie tentoon in een beeldenpark, in een landschappelijke omgeving: sommige variërend van een tuin met gazons en bloemperken tot een wilder terrein, waar sculpturen min of meer hun eigen plek vinden of zelfs voor de plek worden aangekocht dan wel worden geïnstalleerd door de kunstenaar zelf.
Ook vinden permanente solo-exposities plaats in een parkachtige omgeving van museale collecties beelden uit nalatenschappen van vooraanstaande beeldhouwers, die of zijn nagelaten aan de staat of worden beheerd door stichtingen. Enkele voorbeelden: Barbara Hepworth in Engeland en Eduardo Chillida in Spanje. Wel is altijd sprake van buiten-exposities.

## Geschiedenis
Het exposeren van beelden in de openlucht nam eerst na de Tweede Wereldoorlog een grote vlucht, zowel in binnen- als in buitenland. Het tijdelijk exposeren, zoals in Sonsbeek en Middelheim leidde al snel tot het ook permanent willen tentoonstellen, voor het eerst in 1951 in het Belgische Middelheimmuseum, waarbij met name moderne beeldhouwkunst werd getoond van beroemde kunstenaars als Auguste Rodin, Jacques Lipchitz, Henry Moore en Fritz Wotruba.
In het klassieke beeldenpark was het beeldhouwwerk eerder een versiering of ornament; een van de elementen der tuinarchitectuur. Het nieuwe beeldenpark stelde de beeldhouwkunst evenwel centraal, waarbij de natuur een gelijkwaardige of zelfs een ondergeschikte rol ging spelen. Het ging vanaf nu meer om de ruimtewerking en het wisselende effect van het licht op de sculpturen.
Pas met de komst van de zogenaamde land art speelde het landschappelijke element weer een overheersende rol.

## Lijst van beeldenparken

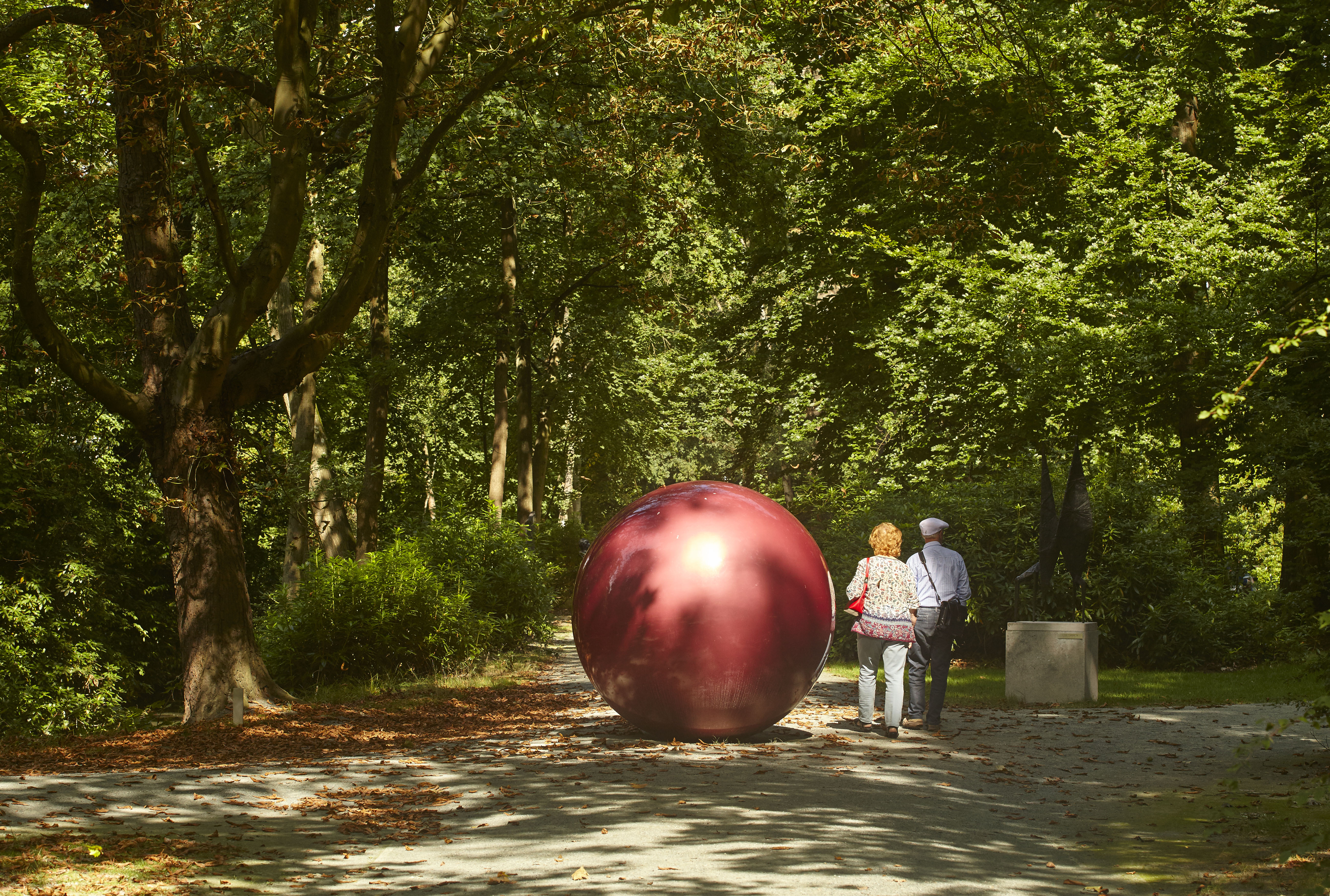
Middelheimmuseum, Antwerpen

### België
- Het Middelheimmuseum in Antwerpen. Na een tijdelijke tentoonstelling in 1950, opende een jaar later het museum op dezelfde locatie. Dit is het oudste openluchtmuseum voor beeldhouwkunst ter wereld, en heeft internationaal aanzien.
- Het Openluchtmuseum van Sart-Tilman in Angleur.
- Het Museum Dhondt-Dhaenens in Deurle.
- Het Artboretum van Mefferscheid in Baelen.
- Het Josaphatpark in Schaarbeek.
- LABIOMISTA in Genk.
- Het Beeldenpark Beaufort langs de Belgische Kust. De aangekochte werken van de gelijknamige triënnale vormen samen een groot beeldenpark langs de kust.
- De beeldentuin van de Université catholique de Louvain in Sint-Lambrechts-Woluwe.
- Het Humanistisch Sculpturenpark van de Vrije Universiteit Brussel in Elsene.
- De beeldentuin van de Sint-Lucasschool in Gent.
- De Beeldentuin Hugo Voeten in Geel. Toont de privécollectie van Hugo Voeten.
- De Verbeke Foundation in Kemzeke. Toont de privéverzameling van Geert Verbeke.
- De Paden van de Waaienberg in Duisburg. Toont de privécollectie van Tom Frantzen.
- De Beeldentuin Staf Timmers in Houthalen-Helchteren. Toont de privécollectie van Staf Timmers.
- Het Warandepark in Brussel.
- De Beeldentuin in Brussel.
- De Calvarieberg in Antwerpen.
- Het Egmontplantsoen in Brussel.

Verder zijn er een aantal kunstgalerijen met een beeldentuin, waaronder Galerie Art Valley in Herne, Galerie Exelmans in Neeroeteren, Verduyn Gallery in Moregem, Galerie Beukenhof in Kluisbergen, Wereldbeeld in Hamme en Lieve Lambrecht Galerie & Beeldentuin in Deinze.

### Nederland

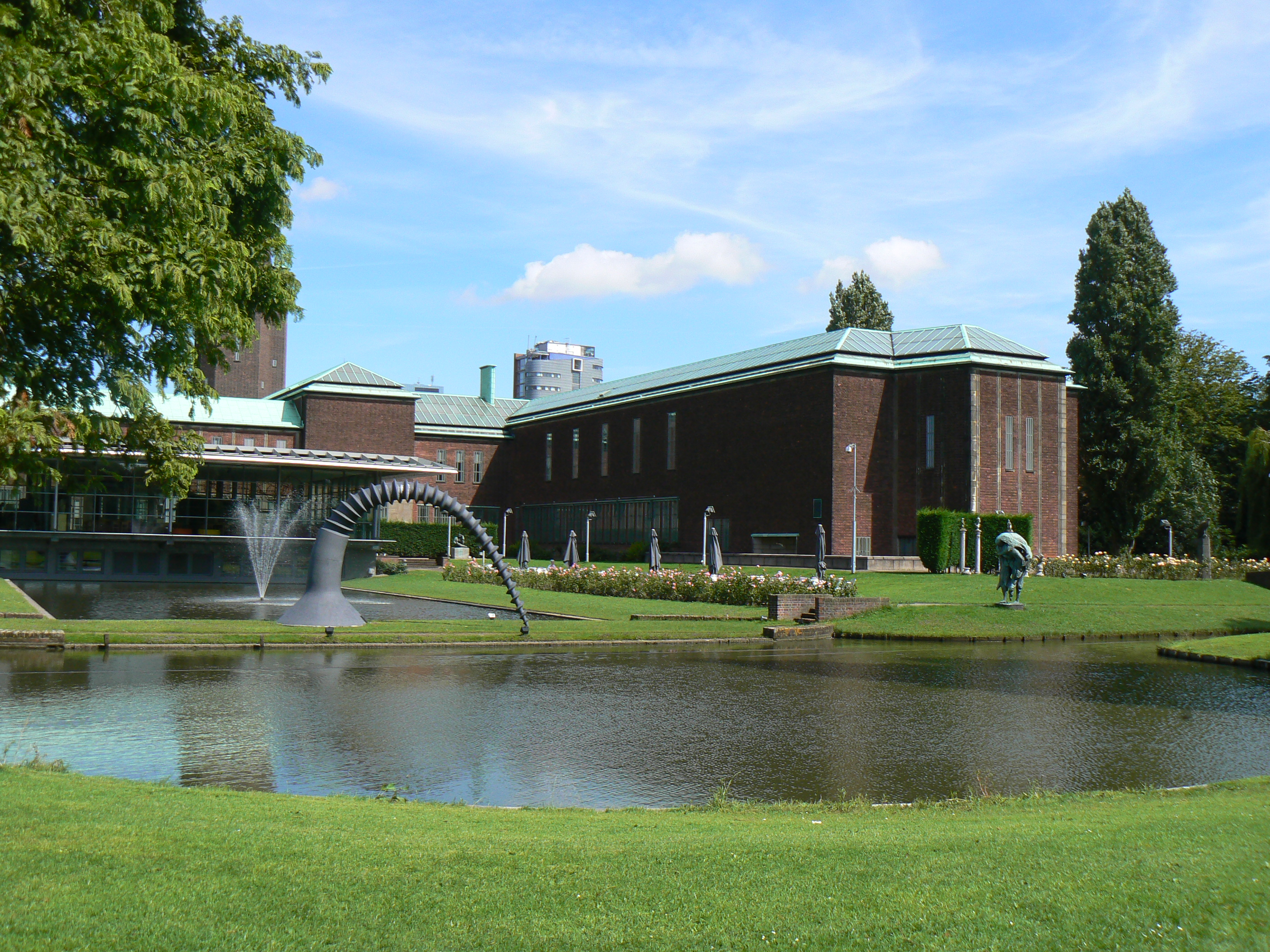
Museum Boijmans Van Beuningen, Rotterdam

Commerciële beeldentuinen, waaronder Interart, 15a, Dehullu in Gees, De Beeldenstorm in Bosschenhoofd en De Amsteltuin te Amstelveen stellen wel beelden tentoon, maar voor de verkoop en altijd als wisselexpositie. Deze tuinen komen niet voor vermelding in onderstaande lijst in aanmerking.
- Beeldenpark van het Kröller-Müller Museum in Nationaal Park De Hoge Veluwe.  Het beeldenpark van het museum is een van de grootste en meest gerenommeerde van Europa en bevat werken van vele vooraanstaande internationale beeldhouwers. Vertegenwoordigd zijn onder meer Auguste Rodin, Henry Moore, Barbara Hepworth, Richard Serra, Jean Dubuffet, Mark di Suvero, Lucio Fontana, Fritz Wotruba, Claes Oldenburg en André Volten.
- Beeldenpark van het Museum voor Moderne Kunst Arnhem is de beeldentuin van het Museum voor Moderne Kunst Arnhem in Arnhem.
- Museum Boijmans Van Beuningen in Rotterdam.
- Beeldenpark Gemeentemuseum Den Haag, Stadhouderslaan in Den Haag
- Beelden aan Zee in Den Haag. Het is het enige Nederlandse museum dat zich uitsluitend met beeldhouwkunst bezighoudt.
- Westbroekpark in Den Haag.
- Provinciaal JitsArt Museum, Beelden op Beerschoten is een museumbeeldenpark op het landgoed Beerschoten in De Bilt met een permanente collectie werken van Jits Bakker
- Land Art Delft in Delft
- Beeldenpark Leidsche Rijn, wijk Leidsche Rijn in Utrecht
- Noordbrabants Museum in ''s-Hertogenbosch.
- Beeldentuin Kasteel het Nijenhuis te Heino, onderdeel van Museum de Fundatie.
- Beeldenpark Een Zee van Staal in Wijk aan Zee.
- Beeldenpark Zwijndrecht in het Noordpark aan de Noord en het Maaspad aan de Oude Maas, onderdeel van Beeldenpark Drechtoevers
- Beeldenboulevard Papendrecht langs de rivier de Noord, onderdeel van Beeldenpark Drechtoevers

Een aparte plaats wordt ingenomen door internationale beeldententoonstellingen in de open ruimte, zoals:
- Sonsbeek, een zevenjaarlijkse manifestatie (reeds vanaf 1949 en daarmee de eerste in Europa), de huidige editie is Sonsbeek 2008 op diverse locaties in Arnhem en in Park Sonsbeek.
- Jaarlijkse beeldententoonstelling op Landgoed Anningahof in Zwolle.
- Hortus Oculus in Delft. De Hortus Oculus is een belevingstuin met beeldende kunst voor zowel mensen met een visuele beperking als de ziende mens. Het park is gratis te bezoeken.

### Andere landen

#### Australië
- Beeldenpark van de National Gallery of Australia in Canberra
- Beeldenpark/monument Reconciliation Place in Canberra
- Beeldenpark van het Heide Museum of Modern Art in Bulleen (Victoria) bij Melbourne
- McClelland Gallery and Sculpture Park in Langwarring (Victoria) bij Melbourne
- La Trobe University Sculpture Park op de Bundoora Campus van de La Trobe University in Melbourne

#### Brazilië
- Jardim das Esculturas Porto Alegre, in het Parque Marinha do Brasil in Porto Alegre
- Beeldenpark van het Museu de Arte Moderna, de buitencollectie van het Museu de Arte Moderna de São Paulo (MAC-SP) in de stad São Paulo
- Beeldenpark van het Museu de Arte Contemporânea, de buitencollectie van het Museu de Arte Contemporânea da Universidade de São Paulo (MAC-USP) in de stad São Paulo
- Beeldenpark van het Museu Brasileiro da Escultura, de buitencollectie van het Museu Brasileiro da Escultura in de wijk Jardim Europa van de stad São Paulo
- Beeldenpark van het Centro de Arte Contemporânea Inhotim is onderdeel van het Instituto Cultural Inhotim in Brumadinho in de Braziliaanse deelstaat Minas Gerais

#### Canada
- Beelden in de VanDusen Botanical Garden in Vancouver
- Odette Sculpture Park, een beeldenpark met 31 kunstwerken in Windsor in de provincie Ontario
- Al Green Sculpture Park, een beeldenpark in de wijk Davisville van de stad Toronto.

#### Colombia
- Parque de las Esculturas del Cerro Nutibara, een beeldenpark in Medellín

#### Curaçao
- Beeldentuin Blue Bay, bij het Blue Bay Golf & Beach Resort in Boca Samí.

#### Denemarken
- Beeldenpark van het Louisiana Museum of Modern Art aan de oever van de Sont in Humlebæk
- Tørskind Grusgrav, beeldenpark in een voormalige grindgroeve bij Egtved, met werken van Robert Jacobsen en Jean Clareboudt

#### Duitsland
- Neue Nationalgalerie/Kulturforum Skulpturen in Berlijn
- Skulpturengarten AVK, Auguste-Viktoria-Klinik in de wijk Berlin-Schöneberg in Berlijn
- Beeldenpark van het Quadrat Bottrop is een onderdeel van museum Quadrat Bottrop in Bottrop
- Beeldenpark van het Lehmbruck-Museum van het Lehmbruck-Museum in Duisburg
- Figurenfeld Alois Wünsche-Mitterecker is een beeldenpark en gedenkteken in het Hessental bij Eichstätt (Opper-Beieren)
- Beelden in het Grugapark Essen, Skulpturenpark Zollverein en Skulpturenensemble Moltkeplatz Essen in Essen
- Beeldenpark van het Städel Museum is een onderdeel van het Städel Museum in Frankfurt am Main
- Skulpturengarten Funnix met de Sammlung Wübbena in Funnix (Ostfriesland)
- Skulpturenpark Schloß Philippsruhe in Hanau in de deelstaat Hessen.
- Skulpturenpark Heidelberg, Orthopädischen Universitätsklinik Heidelberg in Heidelberg
- Skulpturenpark Köln in Keulen
- Beeldenpark van het Bildhauersymposion Kaisersteinbruch bij Kirchheim (Neder-Franken)
- Beeldenpark van Museum Slot Moyland in Bedburg-Hau bij Kleef
- Skulpturenpark Schloss Morsbroich in Leverkusen
- Skulpturenpark Magdeburg is een beeldenpark, dat de buitencollectie toont van het Kunstmuseum Magdeburg in Maagdenburg
- Beeldenpark van de Kunsthalle Mannheim in Mannheim
- Skulpturengarten Museum Abteiberg in Mönchengladbach
- Beeldenpark van de Pinakotheken München in München
- Kunst-Landschaft is de buitencollectie van de Kunstverein & Stiftung Springhornhof in Neuenkirchen
- Beeldenpark van het Neues Museum Nürnberg in Neurenberg
- Museum Insel Hombroich in Neuss
- Skulpturenpark Sammlung Domnick is het beeldenpark van het kunstmuseum Samlung Domnick in Nürtingen in Baden-Württemberg
- Skulpturenfeld Oggelshausen met 25 beelden van steenbeeldhouwers in Oggelshausen in Baden-Württemberg
- KUNSTdünger Rottweil in het stadsdeel Rottweil-Hausen in Baden-Württemberg
- Skulpturenpark Waldfrieden in Wuppertal, het beeldenpark van de Engelse beeldhouwer Tony Cragg
- Skulpturenpark Johannisberg in Wuppertal: zie beeldenroute

#### Frankrijk
- Fondation Maeght in St. Paul de Vence
- Musée Rodin in Parijs met werken van de beeldhouwer Auguste Rodin
- Beeldenpark van het Musée de Grenoble in Grenoble
- Park van het Château de Kerguéhennec in Bretagne, centrum voor hedendaagse kunst
- Beeldenpark Musée de la sculpture en plein air in Parijs
- Musée jardin Antoine Bourdelle in Égreville, Seine-et-Marne met werken van de beeldhouwer Émile-Antoine Bourdelle
- Les Jardins d'Étretat in Normandië.

#### Hongarije
- Memento Park is een beeldenpark in Érd bij Boedapest met standbeelden uit het communistische tijdperk.
- Szoborpark Nagyharsány is een beeldenpark in het dorp Nagyharsány dicht bij de stad Villány, waar sinds 1968 het International Sculpture Symposion Villány wordt gehouden.

#### Ierland
- Sculpture in the Parklands, een beeldenpark in het moeraslandschap van Boora Bog, Lough Boora (County Offaly), met werken van onder anderen David Kinane, Caroline Madden, Naomi Seki, Eileen MacDonagh, Julian Wild en Johan Sietzema.

#### Israël
- Billy Rose Art Garden beeldenpark in Jeruzalem
- The Lola Beer Ebner Sculpture Garden van het Tel Aviv Museum of Art in Tel Aviv
- Tefen Sculpture Garden in de streek Galilea

#### Italië
- Il Giardino dei Tarocchi, park in de Toscane, gecreëerd door Niki de Saint Phalle en Jean Tinguely
- Il Giardino di Daniel Spoerri, park op de Monte Amiata bij Seggiano in de Toscane van Daniel Spoerri
- Beeldenpark Villa Celle, park bij de Villa Celle in Santomato di Pistoia bij de stad Pistoia
- Il Giardino di Sculture, beeldenpark van de Zwitserse Beeldhouwer Paul Wiedmer in midden-Italië
- Il Parco Sculture del Chianti is een beeldenpark van kunstliefhebbers Rosalba and Piero Giadrossi in midden-Italië

#### Japan
- Beeldenpark Hakone in Hakone
- Internationaal beeldenpark van het Park van de Vrede in Nagasaki
- Asago Art Forest and Asago Art Village, beeldenpark/museum in Asago (prefectuur Hyogo)

#### Litouwen
- Europos Parkas is een beeldenpark voor internationale, hedendaagse beeldhouwkunst bij Vilnius.

#### Noorwegen
- Vigelandpark, de Vigelandsanlegget in het Frognerpark in de Noorse hoofdstad Oslo van de beeldhouwer Gustav Vigeland
- Beeldenpark van het Henie Onstad kunstsenter in Bærum bij Oslo

#### Oostenrijk
- Österreichischer Skulpturenpark bij Graz in de deelstaat Stiermarken

#### Polen
- Polish Sculpture Center ((pl)  Centrum Rzeźby Polskiej) is een beeldenpark in Orońsko met voornamelijk werk van Poolse beeldhouwers

#### Spanje
- Park Güell van Antoni Gaudí in Barcelona
- Museo de Escultura al Aire Libre (Madrid)
- Beelden in het Parque Juan Carlos I in Madrid
- Museo de Escultura al Aire Libre de Alcalá de Henares in Alcalá de Henares (regio Madrid)
- Museo de Escultura de Leganés in Leganés (regio Madrid)
- Museum Chillida-Leku in Hernani
- Illa das Esculturas de Pontevedra in Pontevedra
- Beeldenpark Jardins de Cap Roig toont de permanente collectie moderne en hedendaagse beeldhouwkunst van de Fundació Caixa Girona in de tuinen van kasteel Cap Roig in het stadsdeel Calella de Palafrugell van de gemeente Palafrugell in de Catalaanse provincie Girona
- Fundación NMAC in Vejer de la Frontera in de provincie Cádiz met moderne en hedendaagse beeldhouwkunst
- ParcArt in Cassà de la Selva, Girona. Jaume Roser toont in zijn beeldentuin (aangelegd door Manuel Pradell) een prachtige collectie van vele tientallen beelden van onder andere kunstenaar Domènec Fita .

#### Tsjechië
- Beeldenpark symposium Hořice in Hořice

#### Venezuela
- Jardín de Esculturas del Museo de Bellas Artes de Caracas, het beeldenpark van het Museo de Bellas Artes de Caracas in Caracas

#### Verenigd Koninkrijk

##### Engeland
- The Sculpture Park, Farnham
- Kenwood House and Garden in Hampstead Heath, Londen
- Barbara Hepworth Museum and Sculpture Garden in St Ives, Cornwall
- Yorkshire Sculpture Park in West Yorkshire
- Henry Moore Sculpture Perry Green in Perry Green/Much Hadham, Hertfordshire
- Cass Sculpture Foundation in Goodwood, West Sussex

##### Schotland
- Little Sparta, het beeldenpark van Ian Hamilton Finlay dicht bij Edinburgh
- Beeldenpark van de Scottish National Gallery of Modern Art in Edinburgh
- Beeldenpark van de Dean Gallery in Edinburgh
- Glenkiln Sculptures in Dumfries and Galloway

#### Verenigde Staten
- National Gallery of Art in Washington D.C.
- Hirshhorn Museum and Sculpture Garden in Washington D.C.
- Frederik Meijer Gardens and Sculpture Park in Grand Rapids (Michigan)
- Minneapolis Sculpture Garden at the Walker Art Center, in Minneapolis Minnesota
- Storm King Art Center in Mountainville, Orange County (New York)
- Donald M. Kendall Sculpture Gardens in Purchase (Westchester County, New York)
- Nasher Sculpture Center in Dallas Texas
- Cullen Sculpture Garden van het Museum of Fine Arts (Houston) in Houston, Texas
- Grounds for Sculpture in Hamilton Township in Mercer County (New Jersey)
- Franklin D. Murphy Sculpture Garden op de campus van de UCLA, Los Angeles, Californië
- Los Angeles County Museum of Art in Los Angeles, Californië
- Norton Simon Museum in Pasadena (Californië) (Los Angeles County), Californië
- Laumeier Sculpture Park in Saint Louis, Minnesota
- DeCordova Sculpture Park and Museum in Lincoln, Massachusetts
- Peter Kiewit Foundation Sculpture Garden van het Joslyn Art Museum in Omaha (Nebraska)

#### Zweden
- Åkerby Skulpturpark, beeldenpark met meer dan 130 sculpturen bij Nora in Midden-Zweden
- Konst på Hög, sculptuurproject/beeldenpark bij Kumla in de provincie Örebro län
- Beeldenpark van de Landskrona konsthall in Landskrona
- Millesgården, het beeldenpark van Carl Milles in Lidingö
- Beeldenpark van het Moderna Museet, het beeldenpark van het Moderna Museet in Stockholm
- Västertorps Skulpturpark, een beeldenpark met beeldhouwwerk uit de periode 1930-1950 in de wijk Västertorp in Stockholm
- Marabouparken, beeldenpark en kunsthal in Sundbyberg (Stockholms län)
- Umedalens skulpturpark, een beeldenpark met een vaste collectie van 33 sculpturen in Umeå in de Zweedse provincie Västerbottens
- Beeldenpark Slott Vanås, beeldenpark van Kasteel Vanås dicht bij Knislinge in Östra Göinge (Skåne)

#### Zwitserland
- Fondation Gianadda in Martigny
- Sculpture at Schönthal, Kloster Schöntal in Langenbruck